# Piège pour un homme seul
Piège pour un homme seul est une pièce de théâtre de comédie policière en quatre actes, écrite par Robert Thomas et publiée en 1960.

## Résumé
Un jeune marié – en voyage de noces dans un village montagnard – signale la disparition de sa jeune épouse à la police. En effet, celle-ci n'est pas rentrée depuis quelques jours, à la suite d'une dispute, et il s'inquiète.
Lorsque le curé du village arrive et dit au mari qu'il a retrouvé sa femme et qu'elle est là, derrière la porte, la stupéfaction du mari est totale : cette femme qui se présente comme étant sa femme n'est pas la sienne. Or, comble de malheur, personne ne connaît la « vraie » Mme Corban, étant donné la nouveauté de cette relation. Cette Mme Corban affirme haut et fort que son mari est amnésique et pour confirmer ses dires, elle se prête à un interrogatoire en règle et obtient une note parfaite. Est-il fou ou victime d'un coup monté ?
Une histoire rocambolesque suit aussitôt, où le rire et le mystère se croisent au fil des minutes et où le spectateur a parfois lui aussi l'impression de se retrouver dans le piège...

## Réception de l'œuvre
Retenue par les Bouffes-Parisiens, Piège pour un homme seul fait un triomphe le 28 janvier 1960, soir de la générale, et son auteur devient célèbre du jour au lendemain. À noter que la trame de l'histoire est un plagiat fortement inspiré du scénario du film américain La Mort n'était pas au rendez-vous (Conflict), sorti en 1945. Le scénario dudit film est crédité à.Arthur T. Horman et Dwight Taylor, d'après Le Pentacle, écrit par Alfred Neumann et Robert Siodmak. Or, il se trouve que ce scénario est lui même manifestement puisé dans une courte nouvelle de David X. Manners (non mentionné au générique du film) intitulée Killer's Keeper et publiée en 1940. Cette nouvelle, traduite en français sous le titre Le Sceau de Caïn, figura au sommaire de Mystère magazine no 31, août 1950, avec un commentaire indiquant clairement qu'elle était à l'origine du film de 1945 (elle a été reprise dans l'anthologie Histoires de crimes passionnels, Presses Pocket no 3228, 1989). Robert Thomas a sûrement eu connaissance d'au moins une de ces deux œuvres (le film et / ou la nouvelle) avant d'écrire sa pièce. Il a donc réussi à vendre à plusieurs reprises aux Américains (ainsi qu'à d'autres : la pièce compte au moins une dizaine d'adaptations télévisées) les droits d'une œuvre issue, pour l'essentiel, de l'imagination de l'un (voire de plusieurs) d'entre eux : un exploit dans le genre.
Cette pièce se voit rapidement traduite et représentée dans le monde entier. Alfred Hitchcock, souhaitant acheter les droits d’adaptation de la pièce au cinéma, rencontre même son auteur. Ce succès théâtral conforte Robert Thomas dans sa voie d’auteur dramatique. Dès lors, il se trouvera une spécialité en mariant l’intrigue policière au théâtre de boulevard.